# Emigración brasileña
La emigración brasileña, también conocida como la diáspora brasileña, es un movimiento emigratorio en lo cual conforman 3 millones de brasileños aproximadamente viviendo fuera de Brasil. Los países con más brasileños son Estados Unidos, Paraguay, Japón, Portugal, entre otros.
Considerando datos del Portal de Datos Mundiales sobre Migración que excluye en diversas ocasiones a los migrantes de segunda generación y posteriores, el total de emigrantes brasileños en el mundo a 2020 son 1.9 millones. Lo cual representa un incremento del 117.4% sobre los migrantes que había en 2010. Usando los números del Portal de Datos Mundiales sobre Migración, el porcentaje de emigrantes brasileños sobre la población total nacida en el país es de 0.9%.

## Demografía
Se estima que hay 3,1 millones de brasileños que viven en el extranjero, principalmente en los EE. UU. (1.410.000), Japón (~ 210.000), Paraguay (201.527), Portugal (~ 120.000), España (~ 120.000), Alemania (~ 100.000), Reino Unido (100.000), Francia (80.000), Australia (50.980), Italia (35.000), Suiza (25.000), Angola (30.000) y otros 100.000 que viven en otros países europeos.

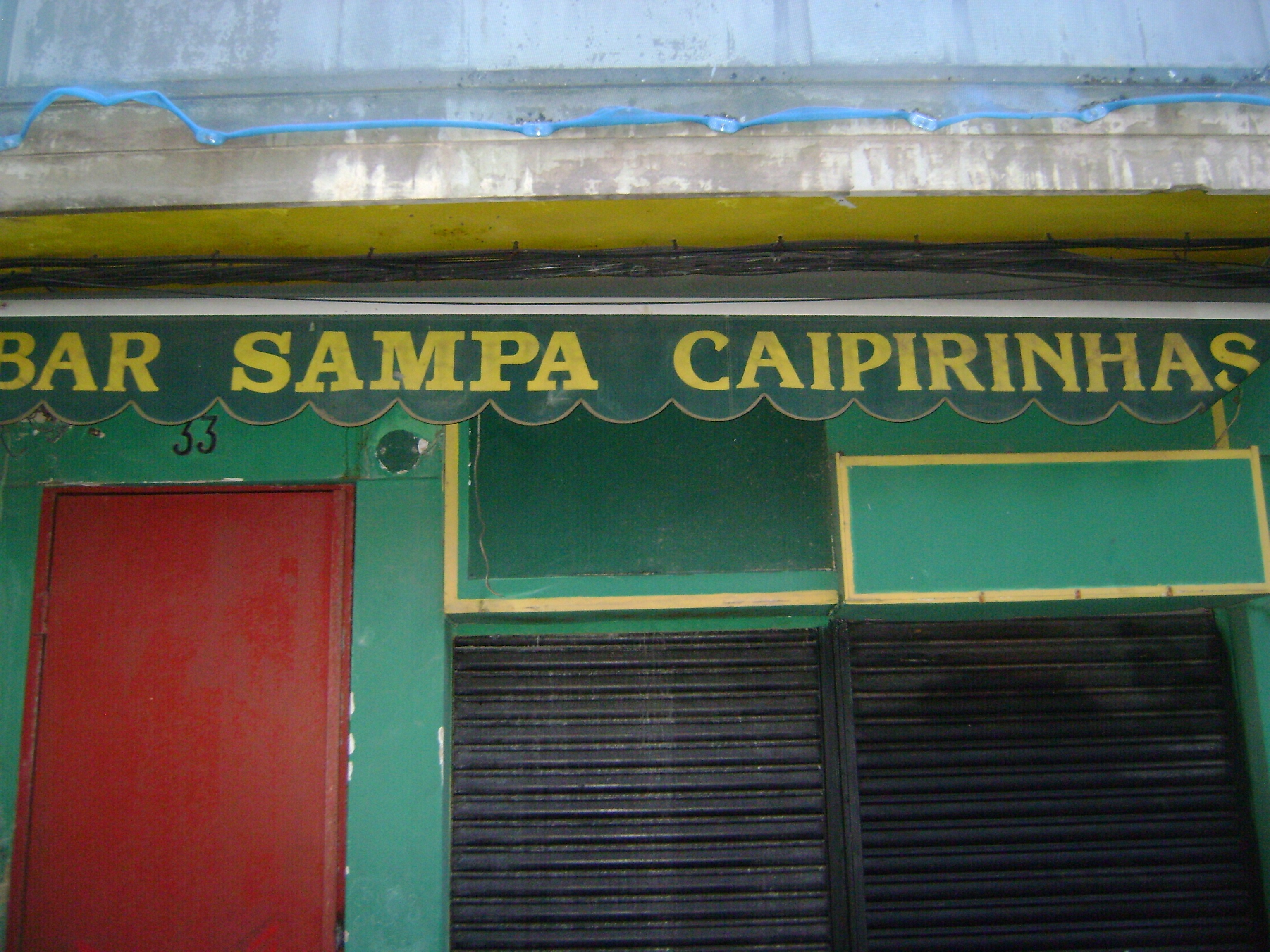
Bar brasileño en La Coruña, Galicia (España).

### Canadá
Se estima que hay 22.920 brasileños viviendo en Canadá. Las principales concentraciones se encuentran en Toronto, Montreal, Vancouver y Calgary.

### Estados Unidos
Se estima que había 246.000 brasileños-americanos en 2007. Otra fuente da una estimación de unos 800.000 brasileños que vivían en los EE. UU. en 2000, mientras que otra estima que en 2008 unos 1.100.000 brasileños viven en los Estados Unidos, 300.000 de ellos en Florida. Las concentraciones principales se encuentran en Massachusetts, Nueva York, Nueva Jersey, Connecticut, Pensilvania, Georgia, Florida, Wisconsin y California.
West 46th Street ha sido históricamente un centro comercial para los brasileños que viven o visitan la ciudad de Nueva York. En 1995 la ciudad la reconoció oficialmente como Little Brazil Street.
En Massachusetts, hay una concentración muy pequeña pero significativa de inmigrantes brasileños en la ciudad de Framingham, que en los últimos años se ha extendido a las ciudades vecinas de Marlborough y Hudson, entre otras. En la comunidad brasileña, se dice que Pompano Beach en Florida tiene la mayor concentración de brasileños en Estados Unidos. Las comunidades brasileñas en estas ciudades son vibrantes y han contribuido mucho a la cocina y la cultura locales, pero los inmigrantes brasileños a menudo se sienten discriminados y sus vecinos no brasileños a menudo los consideran inmigrantes ilegales.
Un número desproporcionado de brasileños que han emigrado a Estados Unidos procedía de la localidad de Governador Valadares, en el estado de Minas Gerais.

### Japón
La mayoría de los brasileños que viven en Japón son de ascendencia japonesa, y han estado migrando allí desde 1990, cuando se modificó la Ley de Inmigración para permitir que los hijos y nietos de ciudadanos japoneses, así como su cónyuge no japonés, obtengan el permiso de trabajo fácilmente. La mayoría de ellos vive en áreas industriales donde solía haber muchas ofertas de trabajo en fábricas, como las prefecturas de Aichi, Shizuoka y Gunma, entre otras. Mientras que aproximadamente 300.000 brasileños vivían allí en su punto culminante, la crisis económica de 2008 redujo su empleo y más de un tercio de ellos han decidido regresar a Brasil.

### Paraguay
Los brasileños y sus descendientes que viven en Paraguay se llaman brasiguayos. Esta numerosa comunidad de terratenientes se dedica principalmente a la agricultura.

### Portugal
Portugal es otro destino importante para los brasileños, debido a un idioma común y dado que un número significativo de brasileños ya posee la ciudadanía portuguesa (particularmente después de que Portugal modificó su ley de nacionalidad para poder otorgarla a cualquier nieto de un ciudadano portugués verificado). Las similitudes culturales son abundantes y los portugueses están bastante familiarizados con la cultura pop brasileña. Aproximadamente una cuarta parte de todos los extranjeros que residen actualmente en Portugal son ciudadanos brasileños y su perfil va desde gente de clase trabajadora sin educación superior hasta yuppies que decidieron dejar su país de origen debido a la creencia generalizada de que Brasil se había convertido en un país inseguro.

### Reino Unido
No hay cifras precisas sobre el número de brasileños que viven en el Reino Unido. El censo de 1991 registró 9.301 personas nacidas en Brasil en el Reino Unido, y el censo de 2001 registró 15.215. En 2004, el Consulado de Brasil en Londres registró 13.000 brasileños que se habían registrado voluntariamente con ellos, pero dijo que esta no era una cifra exacta para el número que vivía en el Reino Unido; la Embajada de Brasil estimó esa cifra en alrededor de 80.000. Las estimaciones de la Office for National Statistics sugieren que había 56.000 personas nacidas en Brasil residentes en el Reino Unido en 2008. En 2015, el Consulado de Brasil estimó un total de 120.000 brasileños residentes en el Reino Unido. La ONS estimó que en 2018, 87.000 personas nacidas en Brasil vivían en el Reino Unido.